# جوش كوك
جوش كوك (بالإنجليزية: Josh Cooke)‏ هو ممثل أمريكي، ولد في 22 نوفمبر 1979 بفيلادلفيا في الولايات المتحدة.

## أعمال

### أفلام
- (2009) أحبك يا رجل[4]
- (2011)  المحطة
- (2016) يعيش القيصر[5]

### مسلسلات
- الدجاجة الآلية
- ذا ميدل
- سكرابز

## وصلات خارجية
- جوش كوك على موقع IMDb (الإنجليزية)
- جوش كوك على موقع ألو سيني (الفرنسية)
- جوش كوك على موقع أول موفي (الإنجليزية)
- جوش كوك على موقع قاعدة بيانات الفيلم (الإنجليزية)
- جوش كوك على موقع كينوبويسك (الروسية)